# Katoptronophilie
La katoptronophilie est une paraphilie liée aux miroirs (le mot grec pour miroir étant katoptron).  
Ce trouble inclut une volonté de faire l'amour devant des miroirs, de se masturber devant des miroirs, ou encore de réaliser des soirées de groupe à vocation sexuelle devant des miroirs. 